# Karang Dapo (Peninjauan)
Karang Dapo is een bestuurslaag in het regentschap Ogan Komering Ulu van de provincie Zuid-Sumatra, Indonesië. Karang Dapo telt 2356 inwoners (volkstelling 2010).